# Don Harper
Pour les articles homonymes, voir Harper.
Don Harper est un compositeur de musiques de films et chef d'orchestre américain. Il travaillait au studio Media Ventures et collabore surtout avec Trevor Rabin et Mark Mancina.

## Filmographie

### Compositeur

#### Cinéma
- 1985 : Door to Door de Patrick Bailey
- 2000 : Auggie Rose de Matthew Tabak (cocompositeur avec Mark Mancina)
- 2002 : La Légende de Tarzan et Jane (Tarzan & Jane) de Victor Cook (vidéo)
- 2003 : Les Énigmes de l'Atlantide (Atlantis : Milo's Return) de Victor Cook, Toby Shelton et Tad Stones (vidéo)
- 2004 : Le Roi lion 3 : Hakuna Matata (The Lion King 1½) de Bradley Raymond (vidéo)
- 2010 : I Want Your Money de Ray Griggs (documentaire)
- 2013 : Not Today de Jon Van Dyke

#### Télévision
- 1998 : Les Sept Mercenaires (The Magnificent Seven) de Christopher Cain (série télévisée) (cocompositeur avec John Van Tongeren)
- 1998 : Houdini de Pen Densham (téléfilm)
- 2002 : La Légende de Tarzan (The Legend of Tarzan) de Troy Adomitis (série télévisée) (cocompositeur avec John Van Tongeren)

### Autres contributions
- 1994 : Speed de Jan De Bont (musique de Mark Mancina) (chef et orchestrateur)
- 1995 : Money Train de Joseph Ruben (musique de Mark Mancina) (chef et orchestrateur)
- 1995 : Fair Game d'Andrew Sipes (musique de Mark Mancina) (musiques additionnelles et orchestrateur)
- 1995 : Assassins de Richard Donner (musique de Mark Mancina) (musiques additionnelles et orchestrateur)
- 1996 : Moll Flanders, ou les mémoires d'une courtisane de Pen Densham (musique de Mark Mancina) (chef et arrangements)
- 1996 : Poltergeist : Les Aventuriers du surnaturel de Richard Barton Lewis (série télévisée) (musique de John Van Tongeren) (musiques additionnelles)
- 1996 : Twister de Jan De Bont (musique de Mark Mancina) (chef et orchestrateur)
- 1996 : Rock de Michael Bay (musique de Nick Glennie-Smith) ("The Chase" et chef)
- 1996 : Broken Arrow de John Woo (musique de Hans Zimmer) (musiques additionnelles)
- 1997 : Speed 2 : Cap sur le danger de Jan De Bont (musique de Mark Mancina) (musiques additionnelles)
- 1998 : Armageddon de Michael Bay (musique de Trevor Rabin et Harry Gregson-Williams) (musiques additionnelles)
- 1998 : Jack Frost de Troy Miller (musique de Trevor Rabin) (chef et orchestrateur)
- 1999 : Tarzan de Chris Buck (musique de Mark Mancina) (chef)
- 2000 : À l'aube du sixième jour de Roger Spottiswoode (musique de Trevor Rabin) (programmation)
- 2001 : L'Intrus de Harold Becker (musique de Mark Mancina) (chef)
- 2001 : Texas Rangers de Steve Miner (musique de Trevor Rabin) (musiques additionnelles et chef)
- 2001 : Training Day de Antoine Fuqua (musique de Mark Mancina) (chef)
- 2002 : La Treizième Dimension de Rod Serling (série télévisée)
- 2002 : Beauty and the Beast : The Story Behind the Story de Jeff Kurtti (documentaire TV)
- 2003 : Hulk de Ang Lee (musique de Danny Elfman) (musiques additionnelles)
- 2003 : Frère des ours d'Aaron Blaise (musique de Mark Mancina et Phil Collins) (chef)
- 2003 : Le Manoir hanté et les 999 Fantômes de Rob Minkoff (musique de Mark Mancina) (chef)
- 2004 : Benjamin Gates et le Trésor des Templiers (National Treasure) de Jon Turteltaub (musique de Trevor Rabin) (musiques additionnelles)
- 2005 : Le Grand Raid (The Great Raid) de John Dahl (musique de Trevor Rabin) (chef et orchestrateur)
- 2005 : Blood+ de Junichi Fujisaku (série télévisée) (musique de Mark Mancina) (chef et arrangements additionnels)
- 2006 : Des serpents dans l'avion de David R. Ellis (musique de Trevor Rabin) (chef)
- 2006 : Flyboys de Tony Bill (musique de Trevor Rabin) (musiques additionnelles et chef)
- 2006 : Coast Guards d'Andrew Davis (musique de Trevor Rabin) (musiques additionnelles)
- 2007 : Shooter, tireur d'élite d'Antoine Fuqua (musique de Mark Mancina) (chef)
- 2007 : August Rush de Kirsten Sheridan (musique de Mark Mancina) (chef)
- 2007 : Benjamin Gates et le Livre des secrets de Jon Turteltaub (musique de Trevor Rabin) (musiques additionnelles / chef)
- 2008 : Hancock de Peter Berg (musique de John Powell) (chef)
- 2009 : Dans ses rêves de Karey Kirkpatrick (musique de Mark Mancina) (chef)
- 2009 : Mission G de Hoyt Yeatman (musique de Harry Gregson-Williams et Trevor Rabin, musiques additionnelles)
- 2010 : L'apprenti sorcier de Jon Turteltaub (musique de Trevor Rabin) (chef de chœur)
- 2011 : Numéro Quatre de D. J. Caruso (musique de Trevor Rabin) (chef)
- 2016 : Vaiana : La Légende du bout du monde (Moana) de Ron Clements et John Musker (musique de Mark Mancina) (chef de chœur et orchestre)